# Delvechio Blackson
Delvechio Blackson (Zaanstad, 26 februari 1995) is een Nederlands voetballer die doorgaans als verdediger speelt.

## Carrière
Blackson maakte op 9 september 2016 zijn debuut in het betaald voetbal. Hij speelde die dag een wedstrijd voor SC Cambuur in de Eerste divisie. Zijn ploeggenoten en hij wonnen met 4–1 van Almere City. Na twee seizoenen in Leeuwarden vertrok hij transfervrij naar Almere City FC. Hij ondertekende een contract voor twee seizoenen. Hier speelde hij vier seizoenen, waarna hij naar Telstar vertrok.

### Carrièrestatistieken
| Seizoen                          | Club                | Land            | Competitie      | Competitie | Competitie | Beker | Beker | Internationaal | Internationaal | Overig | Overig | Totaal | Totaal |
| Seizoen                          | Club                | Land            | Competitie      | Wed.       | Dlp.       | Wed.  | Dlp.  | Wed.           | Dlp.           | Wed.   | Dlp.   | Wed.   | Dlp.   |
| -------------------------------- | ------------------- | --------------- | --------------- | ---------- | ---------- | ----- | ----- | -------------- | -------------- | ------ | ------ | ------ | ------ |
| 2015/16                          | SC Cambuur          | Nederland       | Eredivisie      | 0          | 0          | 0     | 0     | 0              | 0              | 0      | 0      | 0      | 0      |
| 2016/17                          | SC Cambuur          | Nederland       | Eerste divisie  | 10         | 0          | 4     | 0     | 0              | 0              | 1      | 0      | 15     | 0      |
| 2017/18                          | Almere City FC      | Nederland       | Eerste divisie  | 4          | 0          | 0     | 0     | 0              | 0              | 0      | 0      | 4      | 0      |
| 2017/18                          | Jong Almere City FC | Nederland       | Derde divisie   | 15         | 0          | 0     | 0     | 0              | 0              | 0      | 0      | 15     | 0      |
| 2018/19                          | Almere City FC      | Nederland       | Eerste divisie  | 21         | 0          | 1     | 0     | 0              | 0              | 0      | 0      | 22     | 0      |
| 2019/20                          | Almere City FC      | Nederland       | Eerste divisie  | 18         | 0          | 1     | 0     | 0              | 0              | 0      | 0      | 19     | 0      |
| 2020/21                          | Almere City FC      | Nederland       | Eerste divisie  | 13         | 2          | 0     | 0     | 0              | 0              | 0      | 0      | 13     | 2      |
| 2021/22                          | Telstar             | Nederland       | Eerste divisie  | 6          | 0          | 0     | 0     | 0              | 0              | 0      | 0      | 6      | 0      |
| Carrière totaal                  | Carrière totaal     | Carrière totaal | Carrière totaal | 87         | 2          | 6     | 0     | 0              | 0              | 1      | 0      | 94     | 2      |
| Bijgewerkt tot 20 september 2021 |                     |                 |                 |            |            |       |       |                |                |        |        |        |        |